# Pisciarelli
Pisciarelli är en frazione i kommunen Bracciano inom storstadsregionen Rom i regionen Lazio i Italien. 
Bland sevärdheterna återfinns kyrkan San Lorenzo (ursprungligen San Pietro), uppförd i mitten av 1500-talet på initiativ av Paolo Giordano I Orsini, hertig av Bracciano.